# Star Trek: Phase II
Star Trek: Phase II (anteriorment Star Trek: New Voyages) és una sèrie de ciència-ficció creada per aficionats a la sèrie original de Star Trek i el seu univers. Distribuïda exclusivament a través d'internet, la sèrie va ser concebuda per Jack Marshall i James Cawley a l'abril del 2003 com la continuació de la sèrie original (1966-1969), ja que la missió inicial de 5 anys va quedar incompleta en 3 d'aquests. El primer capítol d'aquest fanfilm va ser estrenat el gener de 2004, amb una freqüència de llançament aproximada d'un per any, encara que els productors han expressat el seu desig d'accelerar aquest ritme.
CBS (i anteriorment Paramount Pictures), com a propietària dels drets legals de la franquícia de Star Trek, han controlat la distribució del material generat pels afeccionats per tal que no se'n tregui cap profit sense l'autorització oficial pertinent. Phase II n'és un exemple, ja que es realitza de forma completament altruista i sense obtenir-ne cap benefici econòmic a canvi.

## Repartiment
A Star Trek: Phase II hi actuen James Cawley (cp. 0-8) i Brian Gross (cp. 9-10) en el paper del capità Kirk, Jeffery Quinn (cp. 0-3), Ben Tolpin (cp. 4-5) i Brandon Stacy (cp. 6-10) com a Spock i John Kelley com a doctor Leonard McCoy. Eugene Roddenberry Jr., fill del creador de Star Trek Gene Roddenberry, n'és productor consultor. Al llarg de la sèrie han tornat a aparèixer actors de l'original, tals com George Takei (capítol 3r) i Walter Koenig (capítol 2n), reprenent els seus rols d'Hikaru Sulu i Pavel Chekov, respectivament.

### Personatges regulars
La majoria dels actors de Phase II són desconeguts en el món cinematogràfic, però com la resta de l'equip els uneix la seva estima per Star Trek.
| Personatge          | Actor                                                                         | Rang             | Càrrec |
| ------------------- | ----------------------------------------------------------------------------- | ---------------- | --- |
| James Tiberius Kirk | James Cawley (cp. 0-8), Brian Gross (cp. 9-10)                                | Capità           | Capità i comandant de la nau espacial Enterprise. |
| Spock               | Jeffery Quinn (cp. 0-3), Ben Tolpin (cp. 4-5), Brandon Stacy (cp. 6-10)       | Comandant        | Oficial científic i segon al comandament; és l'únic membre de la tripulació regular que descendeix d'una altra raça (vulcanià); és el millor amic d'en Kirk.    |
| Leonard McCoy       | John M. Kelley (cp. 0-8, 10), Jeff Bond (cp 9)                                | Tinent comandant | Oficial mèdic en cap i confident més proper al capità després d'Spock (el capità li dona el sobrenom de "Bones").                                               |
| Montgomery Scott    | Jack Marshall (cp. 0), Charles Root (cp. 1-10)                                | Tinent comandant | Cap d'enginyeria i tercer en el rang de comandament (sovint el capità l'anomena "Scotty").                                                                      |
| Nyota Uhura         | Julienne Irons (cp. 0-3), Kim Stinger (cp. 4-8), Jasmine Pierce (cp. 9-10)    | Tinent           | Oficial de comunicacions i única dona oficial a la tripulació regular.                                                                                          |
| Hikaru Sulu         | John Lim (cp. 2-5), J.T. Tepnapa (cp. 6-8), Shyaporn Theerakulstit (cp. 9-10) | Tinent comandant | La seva primera aparició va ser a la vinyeta 1 anomenada "Seient de comandament", posteriorment als seus estudis a la Flota Estel·lar per ascendir a comandant. |
| Pavel Chekov        | Jasen Tucker (cp. 0), Andy Bray (cp. 1-5), Jonathan Zungre (cp. 6-10)         | Alferes          | Pilot i oficial d'armament. |
| Vincent DeSalle     | Ron Boyd                                                                      | Tinent           | Pilot. |

### Personatges secundaris
| Personatge       | Actor                 | Rang                 | Capítols              |
| ---------------- | --------------------- | -------------------- | --------------------- |
| Peter Kirk       | Bobby Quinn Rice      | Alferes              | 4, 5, 6, 7 i 8        |
| Janice Rand      | Meghan King Johnson   | Contramestre         | 0, 1, 4, 5, 6 i 7     |
| Christine Chapel | Shannon Quinlan/Giles | Infermera            | 1 i 2                 |
| Kargh            | John Carrigan         | Capità klingon       | 1, 2, 4, 5 i 8        |
| Kyle             | Jay Storey            | Cap de teletransport | 0, 1, 2, 4, 5, 6 i 7  |
| Sentell          | Jeff Mailhotte        | Tinent               | 1, 2, 4, 5, 6, 7 i 8  |
| Xon              | Patrick Bell          | Tinent vulcanià      | 4, 5, 6, 7, 8, 9 i 10 |

### Equip de producció
El capítol 0 ("Podria passar"), així com el primer ("Primera victòria") i segon ("Servir fins al final") van ser produïts per James Cawley, Jack Marshall, Pearl Marshall, James Lowe, Jeff Quinn, John Muenchrath i Max Rem.
El pilot i els dos primers capítols van estar dirigits a càrrec de Jack Marshall (el segon conjuntament amb Erik Goodrich); el tercer ("Una vida per recordar"), per Marc Scott Zicree i la vinyeta "Seient de comandament", per Erik Goodrich.

### Actors convidats
| Actor              | Personatge                                        | Capítol(s)                                           | Més informació |
| ------------------ | ------------------------------------------------- | ---------------------------------------------------- | --- |
| Walter Koenig      | Pavel Chekov                                      | 2: Servir fins al final                              | Koenig va interpretar a Chekov a la sèrie original i les pel·lícules posteriors. |
| George Takei       | Hikaru Sulu                                       | 3: Una vida per recordar                             | Takei va interpretar a Sulu a la sèrie original i les pel·lícules posteriors. |
| Grace Lee Whitney  | Janice Rand                                       | 3: Una vida per recordar                             | Whitney reprèn el seu paper de la contramestre Janice Rand a bord de la nau del Capità Sulu, la USS Excelsior.                                                                                         |
| Denise Crosby      | Dra. Jenna Yar                                    | 4 i 5: Sang i foc                                    | Va interpretar a la tinent Tasha Yar a La nova generació. També va presentar les pel·lícules Trekkies i Trekkies 2.                                                                                    |
| Mary Linda Rapelye | Ambaixadora Rayna Morgan                          | 2: Servir fins al final                              | Rapelye va aparèixer com a Irina Galliulin al capítol de la sèrie original "El camí a l'Edèn". |
| BarBara Luna       | Veronica (1) Alersa (6)                           | 1: Primera victòria i 6: Una flota estel·lar enemiga | BarBara Luna va aparèixer al capítol de la sèrie original "Mirall, mirall", com a la «dona del capità» Kirk del món paral·lel.                                                                         |
| William Windom     | Comodor Matt Decker                               | 1: Primera victòria                                  | William Windom reprèn el seu paper de Comodor Decker de fa gairebé 40 anys al capítol de la sèrie original "La màquina del judici final".                                                              |
| Malachi Throne     | Korogh, pare de Kargh i Comodor José Mendez (veu) | 1: Primera victòria                                  | Throne va interpretar el Comodor José Mendez al capítol de la sèrie original "El zoo" i al Senador romulà Pardek al capítol de La nova generació "Unificació".                                         |
| Eddie Paskey       | Almirall Leslie                                   | 0: Podria passar                                     | Eddie Paskey interpreta al pare del Tinent Leslie, personatge no reflectit als crèdits però habitual de la sèrie original.                                                                             |
| John Winston       | Capità Matthew Jefferies                          | 0: Podria passar                                     | John Winston va interpretar al Cap de transport el Tinent Kyle a la sèrie original. El nom d'aquest personatge és un homenatge al Matt Jeffries real, el qual va dissenyar la nau original Enterprise. |
| Larry Nemecek      | Cal Strickland (0) Esterion (2)                   | 0: Podria passar i 2: Servir fins al final           | Larry Nemecek és l'autor i editor dels comunicadors de Star Trek. |

## Guia de capítols
Capítol 0: Podria passar (Come What May) (2004)
L'Enterprise arriba per prestar ajut a una colònia que ha estat atacada per una enorme nau alienígena. Mentre estan investigant, els sensors detecten una altra nau molt més petita que la primera que s'ha enfrontat aconseguint la seva fugida. Quan aconsegueixen transportar a dos dels membres d'aquesta segona nau a bord, la tripulació de l'Enterprise comença a patir tota una sèrie d'estranyes visions del futur.
Un capítol que aconsegueix reflectir fidelment l'aspecte visual de la sèrie original.
Capítol 1: Primera victòria (In Harm's Way) (2004)
Una de les paradoxes temporals més extraordinàries de la saga Star Trek: En Kirk amb un primer oficial klingon, al comandament de la nau on va servir anys enrere, la USS Farragut, viatjant en el temps per impedir una guerra que mai no va haver d'ocórrer i que va devastar milers de planetes, inclòs Vulcà i la seva raça.
Tot això amb uns efectes especials cada vegada millors.
Capítol 2: Servir fins al final (To Serve All My Days) (2006)
Durant una missió diplomàtica, el Tinent Pavel Chekov pateix un accident que el fa envellir tant prematurament com ràpidament. Sense el seu oficial d'armament en plenes facultats, el capità Kirk i la tripulació de l'Enterprise hauran de fer front a un atac klingon.
Filmat per primera vegada en format panoràmic 16:9 i amb molts més mitjans tècnics i humans. Primera aparició d'un actor de la sèrie oficial (Walter Koenig).
Capítol 3: Una vida per recordar (World Enough And Time) (2007)
Enmig d'una batalla amb naus romulanes, l'Enterprise queda atrapada en un poderós camp de força multidimensional. En intentar estudiar-lo, en Hikaru Sulu pateix un accident amb el transportador i es materialitza trenta anys més gran. El temps per fugir es consumeix i només en Sulu coneix la forma de sortir del camp de força… però el temps que ha transcorregut per ell li ha fet oblidar les dades que poden salvar la nau i tota la tripulació.
Amb noves participacions de la sèrie oficial (George Takei i Grace Lee Whitney), aquest capítol és el que, fins al moment, millors crítiques ha rebut.
Capítols 4 i 5: Sang i foc (Blood And Fire) — dues parts (2009)
Perseguits i atacats pels klingon, la tripulació de l'Enterprise ha de respondre a la crida de socors d'una nau d'investigació de la Federació. En qüestió d'hores la nau i la tripulació es consumiran prop d'una estrella restant. La tripulació de l'Enterprise és envoltada per un amenaçant i misteriós horror.
Capítol 6: Una flota estel·lar enemiga (Enemy: Starfleet!) (2011)
Atacats mentre exploren un nou sector de l'espai, el capità James T. Kirk i la seva tripulació es troben sense voler enmig d'una guerra. L'USS Eagle, perdut 8 anys abans, es troba ara sota domini d'una dona meskana, l'Alersa, que maneja la nau i el seu capità com vol amb els seus trucs mentals, i vol dominar i els peshans. L'Enterprise només podrà ser l'única nau capaç de detenir l'Alersa i la seva flota estel·lar enemiga.
Capítol 7: La nena (The Child) (2012)
Mentre l'Enterprise travessa un estrany nuvol d'energia, l'alferes Isel és misteriosament impregnada i, en qüestió de dies, dona a llum una nena, Irska, que sembla totalment humana, a diferència de la seva mare que és deltana. Una curiosa forma de vida alienígena vol estudiar la tripulació, però la seva presència posa en perill la nau.
Capítol 8: El Kitumba (Kitumba) (2014)
L'Enterprise emprèn una missió suïcida al cor de l'Imperi Klingon. Influenciat per tots costats pels senyors de la guerra i altres persones amb les seves pròpies motivacions, el Kitumba es troba de sobte davant del seu pitjor enemic: el capità James Kirk i l'Enterprise. Les decisions que prendrà tindran un gran ressò per tota la galàxia durant els propers anys.
Capítol 9: Colador mental (Mind-Sifter) (2014)
En Kirk és torturat pels klingons per obtenir informació sobre els viatges en el temps i després enviat a la Terra dels anys 1950 pel Guardià de l'Eternitat del planeta Portal, on acaba majoritàriament amb amnèsia i sense respondre en un hospital psiquiàtric, sota l'atenció d'una doctora. Els klingons han utilitzat amb en Kirk el “colador mental” per a treure-li informació, un dispositiu que ha programat al seu cervell patir cada vegada que es pronunciï “Capità James T. Kirk”. Mentrestant, arran de la desaparició ďen Kirk a Nimbus III, l'Spock està al comandament de l'USS Enterprise, encarregat de cercar en Kirk i aclarir-ne la seva desaparició. Però la Flota Estel·lar fa nous plans per a l'Enterprise. Finalment en Kirk aconsegueix ésser rescatat per l'Spock i en McCoy.
Capítol 10: La cosa més sagrada (The Holiest Thing) (2016)
El capità James T. Kirk es troba per primera vegada amb la carismàtica científica Doctora Carol Marcus, especialitzada en terraformació. La Carol és la dona que un dia serà la mare d'en David, el fill d'en Kirk i qui també li trencarà el cor. La Doctora Marcus dirigeix un projecte de terraformació al planeta Lappa III que va molt malament i devasta el planeta. És culpa d'ella? O hi ha una misteriosa operació de mercat negre després de la catàstrofe? En Kirk i la tripulació de la renovada USS Enterprise hauran d'investigar-ho.
Vinyeta 1: Seient de comandament (Center Seat) (2006)
En Sulu torna a l'Enterprise després del seu ascens a comandant. La seva primera tasca és un vol rutinari, però els recents canvis efectuats als sistemes de la nau converteixen aquest viatge en una experiència molt perillosa.
Vinyeta 2: L'escenari de mai guanyar (No Win Scenario) (2011)
Després d'enfrontar-se amb el capità Kirk en una versió Klingon del Kobayashi Maru, el capità Kargh espera el dia en què ell i Kirk es reuniran de veritat.
A la línia temporal de Star Trek aquesta vinyeta va entre la segona i la tercera temporada de la sèrie original.
Vinyeta 3: Anar amb coratge (Going Boldly) (2012)
Aquest és un homenatge a cinc companys de l'equip de l'Enterprise que van morir recentment, dos dels quals (Anthony DeGregorio i John Olson) són reals i són esmentats.
Aquesta vinyeta significa també un nou començament de Phase II i que introdueix l'actor Brian Gross com el nou James T. Kirk, una USS Enterprise restaurada, i la primera aparició del tinent Arex, personatge regular a Star Trek: La sèrie animada.

## Star Trek: Phase II a Espanya
El projecte Phase II a Espanya es coordina a través del web oficial, on els seguidors poden expressar-se i participar activament en tot allò relacionat tant amb Phase II com amb Star Trek i la ciència-ficció en general.
Amb l'esforç i dedicació del grup de treball (que compta amb traductors, dissenyadors web i dissenyadors gràfics) s'ha aconseguit traduir i subtitular tots els capítols presentats fins al moment, així com les entrevistes i informació que es publica periòdicament a través del web americà Arxivat 2021-03-06 a Wayback Machine.
Al març del 2006 es va estrenar la primera vinyeta (curtmetratge), anomenat "Seient de comandament". Prèvia aprovació i suport de l'equip de producció de Phase II, es va convocar un càsting de veus pel seu doblatge en castellà a la ciutat de Barcelona. El temps i esforç emprat per l'equip va aconseguir que al mes de juny es presentés el doblatge finalitzat de la vinyeta amb un resultat excel·lentment rebut per tota la comunitat.
A través del seu web es poden descarregar gratuïtament tots els capítols, tràilers, vinyetes i materials distribuïts de la sèrie.
El club de fans oficial de Phase II a Espanya és l'UBT (USS Barcelona Trek) Arxivat 2007-11-21 a Wayback Machine., club que es va fundar l'any 2001 amb membres procedents d'altres clubs de la ciutat de Barcelona i rodalia i que participen en l'organització anual del congrés nacional Espatrek.

## Star Trek: Phase II a Catalunya
Els capítols de Phase II alguns fans de la sèrie l'han subtitulat al català. També hi ha una pàgina oficial en català, aprovada per l'equip d'en James Cawley.

## Webs oficials
- (anglès) Web oficial de Star Trek: Phase II Arxivat 2021-03-06 a Wayback Machine.
- Web oficial de Star Trek: Phase II en català Arxivat 2019-01-20 a Wayback Machine.
- (castellà) Web oficial de Star Trek: Phase II en castellà